# Église Saint-Michel-et-Tous-les-Anges de Hawkshead
Pour les articles homonymes, voir Église Saint-Michel-et-Tous-les-Anges.
L'église Saint-Michel-et-Tous-les-Anges (anglais : St Michael and All Angels Church) est un édifice religieux anglican situé dans le village de Hawkshead, Cumbria, Angleterre. C'est une église paroissiale dans le doyenné de Windermere, l'archidiaconé de Westmorland et Furness et le diocèse de Carlisle. Son bénéfice est uni à ceux de quatre paroisses locales pour former le bénéfice de Hawkshead avec Low Wray et Sawrey et Rusland et Satterthwaite. L'église est enregistrée dans la liste du patrimoine national pour l'Angleterre en Catégorie I. Hyde et Pevsner, dans la série Buildings of England, la décrivent comme étant « l'une des meilleures églises du Lake District ».

## Histoire
Une chapelle existe sur le site au XIIe siècle, qui est agrandie sur la longueur de l'église actuelle vers 1300. Les bas-côtés nord et sud sont ajoutés en 1500. En 1578, son statut passe de chapelle à paroisse ; le mérite en est attribué à Edwin Sandys, qui est né dans le village et qui est devenu archevêque d'York. Le toit de la nef est surélevé en 1585 et le claire-voie est créé. Vers 1793, une sacristie et une maison de corbillard sont construites. En 1680, James Addison, du village de Hornby dans la vallée de la Lune, est chargé de nettoyer les murs intérieurs de l'église, de peindre 26 textes bibliques avec des bordures décoratives, et de peindre des bordures autour des piliers et des arcades. Ceux-ci sont repeints en 1711–12 par William Mackerath, qui ajoute une liste des marguilliers et un texte en dialecte local près de la chaire. Celles-ci sont restaurées en 1875 par William Bolton. Entre 1875 et la fin du siècle, l'enduit est retiré de l'extérieur de l'église et des créneaux et des pinacles sont ajoutés à la tour. Un porche sud est ajouté en 1935. En 1965, un nouvel orgue est installé, ce qui permet la création d'une chapelle dédiée à Saint James.

## Architecture

### Extérieur
L'église est construite en moellons avec un toit en ardoise. Son plan se compose d'une nef et d'un chœur sans aucune division, de bas-côtés et de chapelles nord et sud, d'une sacristie nord-ouest, d'un porche sud et d'une tour ouest . Sur le côté ouest de la tour se trouve une porte avec une fenêtre à deux lumières au-dessus. Sur le côté sud se trouve une petite fenêtre et un cadran d'horloge. Les ouvertures en cloche sont des persiennes avec des têtes droites et le parapet est crénelé avec des pinacles d'angle. La sacristie a des fenêtres à meneaux à trois lumières, et le long du côté de l'allée nord se trouvent des fenêtres similaires. La chapelle nord (Sandys) a une fenêtre est à trois lumières, une fenêtre nord à cinq lumières et une porte au-dessus de laquelle se trouvent les armes Sandys et la date 1578. De chaque côté de la claire-voie se trouvent quatre fenêtres à trois lumières. La fenêtre est du chœur a cinq lumières contenant des entrelacs perpendiculaires. Sur le côté du bas-côté sud se trouvent trois fenêtres à deux et trois lumières. Du côté de la chapelle sud se trouvent un portail transformé en fenêtre, et une fenêtre à deux feux ; sa fenêtre est a trois lumières.

### Intérieur
L'intérieur de l'église est abondamment blanchi à la chaux. Les arcades à cinq travées sont constituées d'arcs segmentaires portés sur des piles rondes, sans chapiteaux ni bases. Les peintures murales sont toujours présentes. Dans la chapelle nord se trouve le tombeau coffre daté de 1578 des parents de l'archevêque Sandys, avec des gisants. Sur le mur ouest de l'église se trouvent des monuments élaborés déplacés de St Dionis Backchurch, à Londres, lors de sa démolition en 1878. Les vitraux de la fenêtre datés de 1894 sont de Hardman et ceux des fenêtres du côté sud de l'église, datant de 1884 à 1901, sont de H. Lonsdale. L'orgue à tuyaux à deux claviers de Rushworth et Dreaper de Liverpool est installé en 1965, en remplacement d'un orgue antérieur. Il y a un carillon de huit cloches. Cinq d'entre elles sont coulées en 1765 par James Harrison I, une datant de 1810 est peut-être de John Stevenson, et les deux autres sont coulées par John Taylor en 1958.